# Mecha

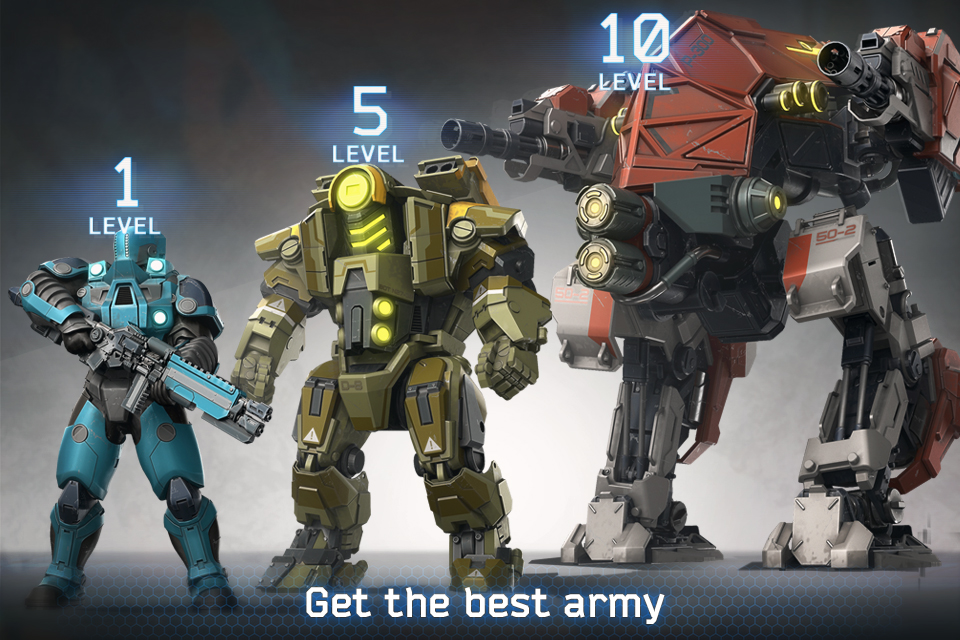
Mecha

Mecha là tên gọi dành cho các phương tiện cơ giới hay các người máy chuyển động bằng các chân cơ học thay vì bằng bánh xe hay các cơ chế khác. Ở Nhật Bản, chúng được gọi là Mecha (メカ).